# ماكس إي. كيلر
ماكس إي. كيلر هو ملحن وعازف بيانو سويسري، ولد في 19 مارس 1947 في أراو في سويسرا.

## وصلات خارجية
- ماكس إي. كيلر على موقع ميوزك برينز (الإنجليزية)
- ماكس إي. كيلر على موقع ديسكوغز (الإنجليزية)